# Castello Dentice di Frasso
Het Castello Dentice di Frasso is een Normandisch kasteel (12e eeuw) in het dorp San Vito dei Normanni, een naam die verwijst naar de Normandiërs. Dit dorp ligt in de Zuid-Italiaanse regio Apulië. Tot 1926 behoorde het dorp tot de regio Terra d’Otranto, een entiteit die teruggaat tot het koninkrijk Napels tijdens het ancien régime.

## Naam
De naam verwijst naar de prinsen van het geslacht Dentice, meer bepaald de zijtak die de titel draagt prins van Frasso. De fraxinus-boom in hun wapenschild is het kenmerk van deze familie uit het koninkrijk Napels. De familie Dentice di Frasso bezit het kasteel sinds de 18e eeuw.

## Historiek
Bohemund I van Antiochië was de bouwheer van de vierkanten toren in het begin van de 12e eeuw. Bohemund was een Normandiër en kruisvaarder. Naast het bevechten van Byzantijnen had Bohemund moeite om zijn eigen territorium rond Tarente en Otranto te bewaren. Zijn broer Rogier had namelijk zijn zinnen gezet op dit stuk van Zuid-Italië. In San Vito dei Normanni bouwde Bohemund een slot, dat ook dienst deed als jachtslot. Zijn opvolgers bouwden het kasteel uit met drie verdiepingen. Op het gelijkvloers kwam de familiekapel. Op de eerste verdieping waren de voorraadkamers en op de tweede verdieping de nor. Het kasteel stond strategisch op de weg tussen Carovigno en Oria, in de buurt van de haven van Brindisi. De oorsprong van deze weg gaat terug tot de Romeinse Tijd.
Na de Normandiërs woonden er andere adellijke families in het kasteel. Dit waren onder meer Del Balzo Orsini (circa 1400), Federik I van het Huis Trastamara (circa 1500) en Giovanni Antonio Albrizio, prins van Avetrana (circa 1600). Deze laatste bouwde in het kasteel een residentie die hem meer comfort bood. Rondom het kasteel ontstond het dorp want dorpelingen konden er bescherming vinden.
In de 18e eeuw was het kasteel de woonst van baron Ottavio Serra, Giuseppe Belprato Marchese en ten slotte de prinsen Dentice di Frasso.